# Lilliesparre af Fylleskog
Lilliesparre af Fylleskog var en svensk adelsätt, introducerad på riddarhuset 1625 som ätt nummer 44 och utdöd 10 juni 1673.
Lilliesparre af Fylleskog härstammar från en medeltida frälsesläkt. Äldsta kända medlem var Jöran Olofsson som skrev sig till Håkantorp i Bredaryds socken, liksom sonen Olof Jöransson Skåning. Den senare skall ha adlats av kung Hans någon gång mellan 1497 och 1501. Av hans söner märks fältöversten och amiralen Jöns Olofsson som skrev sig till Håkanstorp och Jöran Jöransson som var assessor i Svea hovrätt och grundade Fylleskogs säteri.